# Tenuipalpus ghaii
Tenuipalpus ghaii är en spindeldjursart som beskrevs av Mohanasundaram 1981. Tenuipalpus ghaii ingår i släktet Tenuipalpus och familjen Tenuipalpidae. Inga underarter finns listade i Catalogue of Life.